# Patins em linha

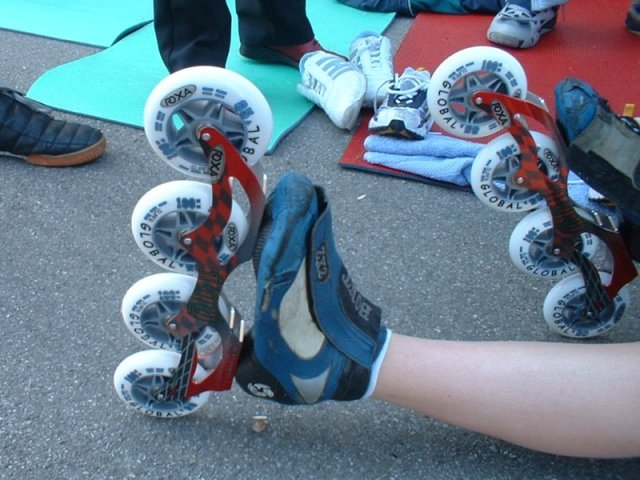
Patins em linha

Os primeiros patins foram criados por volta de 1761 e eram constituídos por uma única linha de rodas (ver Patins). No século seguinte manteve-se o mesmo alinhamento das rodas. Em 1819, em Paris, M. Petitbled patenteou os primeiros patins, novamente utilizando três rodas em linha. Durante os 40 anos seguintes, todos os patins possuíam rodas em linha, variando no seu número (máximo de seis e mínimo de duas) e no seu modelo. Porém, notava-se grande dificuldade em manobrar este tipo de patins.
Em 1863, James Plimpton revolucionou o mundo dos patins inventando um patins com quatro rodas, dois pares lado a lado. Devido ao maior controle, este tipo de patins rapidamente dominou a indústria. Apesar da maioria das companhias produzir este tipo de patins, um pequeno número delas continuava a insistir nos patins em linha.
A Peck & Snyder Company registou um patins em linha com duas rodas em 1900. Em 1905, John Jay Young, em Nova Iorque, patenteou um patins que era ajustável em comprimento. Em 1910, a Roller Hockey Skate Company desenhou um patins com três rodas em linha e uma bota em cabedal, e em 1930 a Best-Ever Built Skate Company produziu à mão um patins em linha com três rodas junto ao chão.
O patinador em linha Scott Olson inspirou-se nos patins de lâmina (de gelo) e concebeu em 1966 através da Chicago Roller Skate Company skate um patins com quatro rodas em linha, no qual a primeira e última rodas estavam afastadas da bota. Os irmãos Olson optaram e adaptaram este modelo, e com ele causaram uma "revolução" no Mundo da patinação.

## Patins streets
De todas as modalidades de patinação esta é a mais desenvolvida delas e que constitui basicamente no fato de utilizar os patins para a execução de manobras de todos os tipos e em todos os locais sem limites definidos. Além da prática na rua, seu local de origem a patinação street é também realizada em pista, nos chamados "street parks". A modalidade requer um patins específico, geralmente mais resistente e com encaixes próprios para a executar as manobras.
São inúmeras formas e tipo de manobras que podem ser realizadas com os patins no pé, tanto na rua quanto nas pistas. Mas faz parte dessa cultura não estabelecer regras para esse tipo de patinação, portanto as manobras seguem uma nomenclatura e pode
combinadas, adaptadas e simplesmente reinventadas o tempo todo.

### Manobras mais comuns
- Manobras de Deslizar: Podem ser executadas em qualquer lugar, sendo os mais comuns: corrimãos, murretas, bordas das transições (rampas) na pista, etc. Desliza-se com os pés utilizando os patins para fazer inúmeras variação de encaixes e formas diferente de entrar e sair de cada manobra, isso inclui giros no mesmo eixo para ambos os lados, tanto na entrada quanto na saída. Há hoje uma complexa nomenclatura que serve para nomear todo e qualquer tipo de forma de deslizar com os patins de street.
- Wallride: É a prática de andar com os patins na parede, há diversas formas de fazê-lo, podendo ser em movimento (wallride) ou parado (wallstall)
- Drop: É o ato de descer rampas com os patins, nas pistas são bem comuns, mas também podem ser feitos na rua.

### Formatos de competição
Apesar da falta de regulamentação oficial, o que é positivo para a modalidade enquanto forma de expressão cultural livre, o Patins Street também pode ser utilizado para competições, se enquadrando dentro de alguns critérios para avaliar o desempenho dos patinadores que se dispõem a participar de avaliação. São inúmeros formatos de competição: Linha, Jam Session, Jam Session Ordenada, Best Trick.
- Linha: É o formato mais comum e popularizado por outros esportes urbanos, que é a apresentação livre de um patinador na pista por um tempo determinado, geralmente entre 45 e 60 segundos. Esse formato de competição costuma oferecer duas 'linhas' por fase da competição (eliminatória, semifinal e final), e é considerada a melhor delas ou a somatória das duas, isso vai de cada organização.
- Jam Session: É o formato mais comum na rua, porém vem sendo escolhido pelos maiores eventos da modalidade. Consiste em deixar um grupo pequeno de patinadores juntos na pista por um tempo maior, e avaliar a apresentação como um todo. No geral são baterias de 5 à 12 patinadores, variando conforme o tamanho da pista ou o tipo de obstáculo de rua escolhido para a competição.
- Jam Session Ordenada: É a mescla dos dois formatos clássicos. Uma bateria com um grupo pequeno de patinadores no qual cada se apresenta por vez segundo ordem pré-definida. Contudo, o número de apresentações costumas ser maior que no formato linha e o tempo não é limitado, cada apresentação acaba com o erro ou por vontade própria.
- Best Trick: Como diz o próprio nome em inglês é a competição da melhor manobra. Pode ocorrer inclusive durante os outros formatos, premiando-se a melhor manobra ao final da competição.

### Avaliação
Geralmente são avaliado 4 aspectos sobre cada apresentação de um patinador, que podem também variar sob cada formato de competição, mas no geral são:
- Dificuldade - é a avaliação subjetiva do quanto uma manobra é mais difícil que as outras de ser executada, mesmo isso podendo variar entre um patinador e outro, serve como critério.
- Consistência - é a forma que cada manobra é executada, está relacionado a perfeição na execução do início, do meio ao fim. (quando ela desliza, se foi alta ou baixa, equilibrada, etc). Também como fator determinante para as competições no formato de 'linha'.
- Criatividade - é a escolha das manobras e/ou da linha de manobras durante a apresentação. Pode se entender também como a forma de utilizar os obstáculos de uma pista.
- Estilo - está diretamente ligado a consistência das manobras, normalmente se leva em conta se as manobras foram executadas com perfeição dentro do que foi proposto pelo patinador, ou seja, não se tem regras definidas para cada manobra, mas pode-se observar se ela livremente foi bem ou mal executada.